# Luty 2023

## 28 lutego
- W katastrofie kolejowej, do której doszło w nocy w pobliżu Larisy w środkowej Grecji, szybki pociąg pasażerski zderzył się czołowo z pociągiem towarowym, w wyniku czego zginęło co najmniej 57 osób[1].

## 20 lutego
- Inwazja Rosji na Ukrainę:

- Siły rosyjskie ostrzelały miasto Chersoń, zabijając co najmniej sześć osób i raniąc 12 innych.

## 19 lutego
- Co najmniej 43 osoby zginęły w São Sebastião i jedna osoba zginęła w Ubatuba podczas powodzi i osunięć ziemi w São Paulo w Brazylii[3].
- 14 osób zginęło, a 63 zostały ranne, gdy autobus rozbił się i przewrócił w pobliżu Kallar Kahar w dystrykcie Chakwal w Pendżabie w Pakistanie[4].
- Zakończyły się 47. Mistrzostwa Świata w Narciarstwie Alpejskim. Dwa złote medale zdobył Szwajcar Marco Odermatt[5]. W klasyfikacji generalnej państw wygrała Szwajcaria przed Norwegią i Stanami Zjednoczonymi.
- Zakończyły się 53. Mistrzostwa Świata w Biathlonie. Najwięcej złotych medali wywalczyli reprezentanci Norwegii, 5 złotych medali zdobył norweg Johannes Thingnes Bø[6].

## 17 lutego
- Bojownicy Państwa Islamskiego zabili co najmniej 68 osób, w tym 61 cywilów i siedmiu żołnierzy, w As-Suchna w prowincji Hims w Syrii[7].
- Co najmniej 51 żołnierzy zginęło, gdy ich konwój został zaatakowany przez dżihadystów na drodze między Oursi i Déou (Burkina Faso. Co najmniej 160 napastników zostało zabitych[8].
- Inwazja Rosji na Ukrainę:

- Siły rosyjskie ostrzeliwały Bachmut za pomocą artylerii i wyrzutni BM-21 Grad, zabijając pięć osób i raniąc dziewięć innych.

- JAXA przerwała pierwszą próbę wystrzelenia rakiety H3 po tym, jak niektóre z jej dopalaczy nie odpaliły się podczas pierwszego etapu. To drugi nieudany start rakiety w Japonii od 2003 roku[10].

## 15 lutego
- Liczba ofiar śmiertelnych trzęsień ziemi w Turcji wzrosła do 43 850 osób. Światowa Organizacja Zdrowia ogłosiła północno-zachodnią Syrię strefą największego niepokoju, powołując się na powolne dostarczanie pomocy humanitarnej[11].
- Co najmniej 17 osób zginęło w lawinach w Tadżykistanie[12].

## 14 lutego
- 20 osób zginęło, a 68 zostało rannych w czołowym zderzeniu autokaru z opancerzoną furgonetką w Makhado, Limpopo, Południowa Afryka[13].

## 13 lutego
- Liczba ofiar trzęsienia ziemi w Turcji i Syrii wzrosła do ponad 36 tys. osób[14].

## 12 lutego
- Sekretarz generalny NATO Jens Stoltenberg zapowiedział, że nie przedłuży swojego mandatu na czwartą kadencję i w październiku ustąpi ze stanowiska[15].
- Drużyna Kansas City Chiefs pokonała Philadelphia Eagles w meczu o mistrzostwo w futbolu amerykańskim[16].

## 11 lutego
- Co najmniej 10 cywilów (i 1 żołnierz) zginęło w masowej strzelaninie dokonanej przez napastników Państwa Islamskiego na farmie trufli w Palmyrze w prowincji Hims w Syrii[17].
- Kapitała Generalna Kościoła Starokatolickiego Mariawitów w RP w trakcie I sesji obrad zdecydowała o zakończeniu kadencji Biskupa Naczelnego bp. Marka M. Karola Babi. Pełniącym Obowiązki Biskupa Naczelnego do czasu wyboru nowego biskupa w czerwcu 2023 roku, został bp Maria Ludwik Jabłoński, ordynariusz diecezji podlasko-lubelskiej[18].

## 10 lutego
- W wieku 86 lat zmarł Hugh Hudson, angielski reżyser, scenarzysta i producent filmowy, którego długometrażowy debiut Rydwany ognia został nagrodzony czterema Oscarami[19].
- Premier Mołdawii Natalia Gavrilița podała się do dymisji wraz z całym gabinetem[20].

## 9 lutego
- Do 23 420 osób (i 84 990 rannych) wzrosła liczba ofiar śmiertelnych trzęsień ziemi w Turcji i Syrii[21][22].
- Inwazja Rosji na Ukrainę:

- Rosja przeprowadziła ataki dronami i pociskami manewrującymi na południowo-wschodnią Ukrainę. Duże eksplozje odnotowano w obwodach dniepropetrowskim, ługańskim, mikołajowskim i zaporoskim.

- Polska ogłosiła zamknięcie dużego przejścia granicznego z Białorusią „do odwołania” w związku ze zwiększonymi napięciami między obydwoma krajami. Wówczas między dwoma krajami otwarte były tylko dwa punkty kontrolne[24].

## 8 lutego
- Polsko-białoruski dziennikarz, działacz mniejszości polskiej na Białorusi, Andrzej Poczobut został skazany przez sąd obwodowy w Grodnie na 8 lat więzienia w kolonii karnej o zaostrzonym rygorze[25].
- Brytyjski Urząd ds. Konkurencji i Rynków wstępnie stwierdził, że proponowane przejęcie Activision Blizzard przez Microsoft prawdopodobnie doprowadzi do znacznej utraty konkurencji na rynku konsol i może wzmocnić pozycję Microsoftu na rynku grania w chmurze[26].

## 6 lutego
- Dwa trzęsienia ziemi o sile 7,8 i 7,7 w skali Richtera nawiedziły południowo-wschodnią Turcję i północną Syrię. Pierwsze miało miejsce w nocy, ok. godz. 4:17[27], a drugie ok. godz. 13:24 czasu lokalnego[28].
- Co najmniej 34 osoby zginęły, a 40 zostało rannych podczas starć między żołnierzami Somalilandu a bojownikami antyrządowymi w Laas Caanood, Sool, Somaliland[29].
- Osuwiska wywołane ulewnymi deszczami spowodowały lawiny błotne w miejscowościach w prowincji Camaná w Peru, zabijając 36 osób[30].
- Premier Pakistanu Shehbaz Sharif nakazał zniesienie zakazu Wikipedii trzy dni po tym, jak strona została zablokowana za rzekome treści antymuzułmańskie i bluźniercze[31].

## 5 lutego
- Co najmniej osiem osób zginęło, a 42 zostało rannych w wypadku autobusu w prowincji Afyonkarahisar w Turcji[32].
- Holenderka Fem van Empel i Holender Mathieu van der Poel zwyciężyli w 74. Mistrzostwach Świata w Kolarstwie Przełajowym w Hoogerheide[33][34].
- Amerykańska piosenkarka Beyoncé ustanawiła nowy rekord nagród Grammy pod względem największej liczby zwycięstw, wyprzedzając węgierskiego dyrygenta Georga Soltiego[35].

## 4 lutego
- Co najmniej 16 osób zginęło, a 66 zostało rannych w zderzeniu wielu pojazdów na autostradzie w Changsha w prowincji Hunan w Chinach[36].
- Chiński balon szpiegowski został zestrzelony przez samolot F-22 Raptor Sił Powietrznych Stanów Zjednoczonych nad Oceanem Atlantyckim o 14:39 czasu wschodniego. Następnie miała miejsce operacja zbierania szczątków balonu na wodach terytorialnych USA. To pierwszy przypadek zestrzelenia statku powietrznego w USA od czasów II wojny światowej[37][38].

## 3 lutego
- Co najmniej 17 osób zginęło w czołowym zderzeniu autobusu z ciężarówką w dystrykcie Kohat w prowincji Chajber Pasztunchwa w Pakistanie[39].

## 2 lutego
- Ośmiu robotników budowlanych zginęło w pobliżu Sewastopola na Krymie w nocnym pożarze koszar[40].

## 1 lutego
- Inwazja Rosji na Ukrainę:

- Według lokalnych władz rosyjski pocisk balistyczny Iskander-K zniszczył kompleks mieszkalny w Kramatorsku w obwodzie donieckim, zabijając co najmniej trzy osoby i raniąc 20 kolejnych.

- Ponad 500 tys. pracowników z wielu sektorów publicznych strajkowało w Wielkiej Brytanii, w wyniku czego m.in. tysiące szkół musiało zostać zamkniętych, domagając się wyższych płac i lepszych warunków pracy. To największa akcja protestacyjna w Wielkiej Brytanii od 2010 roku[42].